# Mark Sanford (politico)
Marshall Clement Sanford, Jr., detto Mark (Fort Lauderdale, 28 maggio 1960), è un politico statunitense, governatore della Carolina del Sud dal 2003 al 2011 e membro della Camera dei Rappresentanti dal 1995 al 2001 e poi ancora dal 2013 al 2019.

## Biografia
Dal 1995 al 2001 prestò servizio come deputato repubblicano nella Camera dei Rappresentanti, eletto nel 1º distretto congressuale della Carolina del Sud, e si dimostrò uno strenuo conservatore. Nel 2002 fu eletto 115º governatore della Carolina del Sud, sconfiggendo il democratico Jim Hodges e divenne noto per il suo controverso rapporto con il potere legislativo dello Stato.
Sanford fu rieletto governatore nel 2006. Respinse i fondi di stimolo per il suo Stato disposti dall'American Recovery and Reinvestment Act del 2009, ma successivamente ottenne che essi non venissero distribuiti ad altri Stati. Verso la fine del suo mandato Sanford rivelò di avere una relazione extraconiugale con una giornalista argentina di nome Maria. Fino al 24 giugno 2009 fu il presidente dell'Associazione Governatori Repubblicani.
Nel 2013 Sanford annunciò la propria candidatura per il suo vecchio seggio al Congresso; sebbene la sua carriera sembrasse terminata dopo gli scandali degli anni precedenti, riuscì a vincere la primaria repubblicana e nelle elezioni generali sconfisse l'avversaria democratica Elizabeth Colbert-Busch, sorella del popolare comico Stephen Colbert. Nel 2014 gli è stata rinnovata la carica per un altro biennio, in una elezione in cui non ha concorso nessun candidato del Partito Democratico.
Sanford è anche imprenditore immobiliare e capitano della Riserva delle Forze Aeree.